# Rose Macaulay
Emilie Rose Macaulay (1 de agosto de 1881 – 30 de octubre de 1958) fue una escritora británica conocida sobre todo por su novela Las torres de Trebisonda (The Towers of Trebizond), sobre un pequeño grupo anglocatólico cruzando Turquía en camello. La historia se entiende como una autobiografía espiritual, reflejando sus propias creencias cambiantes y en conflicto. Las novelas de Macaulay en parte se vieron influidas por Virginia Woolf; también escribió biografías y libros de viaje.

## Primeros años y educación
Macaulay nació en Rugby (Warwickshire) hija de George Campbell Macaulay, un erudito clásico y su esposa, Grace Mary (de soltera, Conybeare). Su padre descendía por línea masculina directamente de la familia Macaulay de Lewis. Fue educada en la Oxford High School para Muchachas y aprendió Historia moderna en el Somerville College de la universidad de Oxford.

## Carrera
Macaulay empezó a escribir su primera novela, Abbots Verney (publicada en 1906), después de dejar Somerville y mientras vivía con sus padres en Ty Isaf, cerca de Aberystwyth, en Gales. Dentro de sus novelas posteriores están The Lee Shore (1912), Potterism (1920), Dangerous Ages (1921), Told by an Idiot (1923), And No Man's Wit (1940), The World My Wilderness (1950), y The Towers of Trebizond (1956). En su obra de ensayo estaría They Went to Portugal, Catchwords and Claptrap, una biografía de Milton, y Pleasure of Ruins. La ficción de Macaulay se vio influida por Virginia Woolf y Anatole France.
Durante la Primera Guerra Mundial, Macaulay trabajó en el departamento de propaganda británico, después de un tiempo como enfermera y más tarde como funcionaria en la War Office. Tuvo una aventura romántica con Gerald O'Donovan, un escritor y antiguo sacerdote jesuita desde 1918 hasta que él murió en 1942. En el período de entreguerras fue defensora de la pacifista Peace Pledge Union; sin embargo dimitió de la PPU y más tarde se desdijo de su pacifismo en 1940. Su piso de Londres quedó totalmente destruido durante el Blitz, y tuvo que reconstruir su vida y biblioteca partiendo de cero, como se documenta en el relato semiautobiográfico, Miss Anstruther's Letters, publicado en 1942.

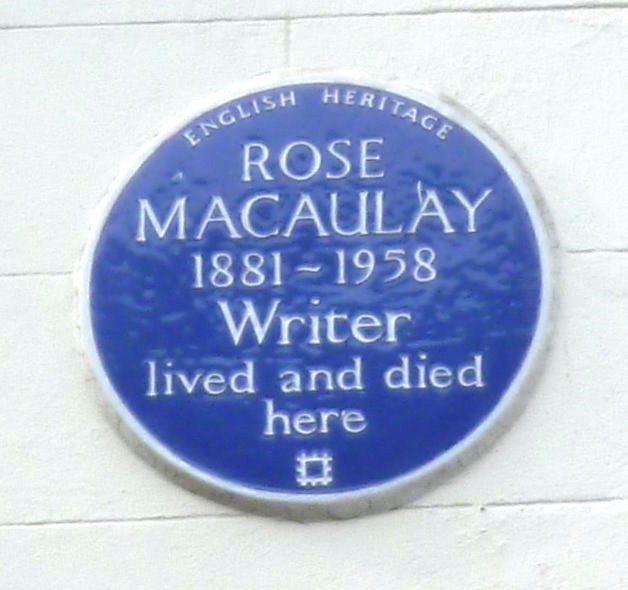
La placa azul en Hinde House en el 11–14 de Hinde Street donde Macaulay vivió desde 1941 hasta su muerte.

Las torres de Trebisonda, su novela definitiva está considerada generalmente como su obra maestra. Fuertemente autobiográfica, trata con humor melancólico y profunda tristeza el atractivo del cristianismo místico, y el irremediable conflicto entre un amor adúltero y las exigencias de la fe cristiana. Por esta obra, recibió el Premio James Tait Black Memorial en 1956.

## Vida personal
Macaulay nunca fue una simple creyente en el "mero Cristianismo"; sin embargo y sus escritos revelan un sentido místico más complejo, de lo divino. No volvió a la iglesia anglicana hasta 1953; anteriormente, había sido secularista y aunque los temas religiosos invaden toda su obra antes de su conversión a menudo trata al cristianismo satíricamente. Por ejemplo, lo hace en Going Abroad y The World My Wilderness. Nunca se casó, manteniendo una larga y secreta relación con Gerald O'Donovan, a quien conoció en 1918 y con el que estuvo hasta que él murió en 1942.
Fue nombrada Dama Comandante de la Orden del Imperio Británico (DBE) el 31 de diciembre de 1957 entre los Honores de Año Nuevo 1958. Macaulay fue una feminista activa a lo largo de su vida. Dame Rose Macaulay murió el 30 de octubre de 1958, a los 77 años de edad.

## Citas memorables
De Las torres de trebisonda:

"El adulterio es perverso y un robo, que le quita a alguien algo que debería ser suyo, un gran egoísmo y rodeado y guardado por mentiras a menos que se descubra. Y por pura maldad y egoísmo y mintiendo fluyen el amor y la alegría y la paz más allá que cualquier cosa que pueda imaginarse."

La primera línea de Las torres de trebisonda, citada por la bibliotecaria Nancy Pearl en "Famous First Words: A Librarian Shares Favorite Literary Opening Lines,"  presentada por Steve Inskeep en Morning Edition de NPR 8 de septiembre de 2004, como un ejemplo entre "algunos comienzos notables que han hecho latir el corazón de Pearl":

"Coge mi camello, querida" dijo mi tía Dot, mientras se bajaba de su animal a su regreso de Misa.

De Staying with Relations. Discutiendo el abrigo que lleva un visitante, un personaje dice:

"¿Es la piel de conejo repugnante porque es barata o es barata porque es repugnante?"

## Obras
Ficción:
- Abbots Verney (1906)
- The Furnace (1907)
- The Secret River (1909)
- The Valley Captives (1911)
- Views and Vagabonds (1912) John Murray
- The Lee Shore (1913) Hodder & Stoughton
- The Two Blind Countries (1914) Poesía. Sidgwick & Jackson
- The Making of a Bigot (c 1914) Hodder & Stoughton
- Non-Combatants and Others (1916) Hodder & Stoughton
- What Not: A Prophetic Comedy (1918)
- Three Days (1919) Poesía. Constable
- Potterism (1920) Edición EE. UU. Boni and Liveright
- Dangerous Ages (1921) Edición EE. UU. Boni and Liveright
- Mystery At Geneva: An Improbable Tale of Singular Happenings (1922) William Collins Sons & Co. Ltd; Edición EE. UU. Boni and Liveright
- Told by an Idiot (1923)
- Orphan Island (1924) William Collins Sons & Co. Ltd; Edición EE. UU. Boni and Liveright
- Crewe Train (1926)
- Keeping Up Appearances (1928) William Collins Sons & Co. Ltd
- Misfortunes, poemas de Rose Macaulay con grabados de Stanley Morison 1930
- Staying with Relations (1930)
- They Were Defeated (1932)
- Going Abroad (1934)
- I Would Be Private (1937)
- And No Man's Wit (1940)
- The World My Wilderness (1950) William Collins Sons & Co. Ltd
- The Towers of Trebizond (1956) William Collins Sons & Co. Ltd; en España, Las torres de Trebisonda (2008) Editorial Minúscula S. L. U. ISBN 978-84-95587-44-2

Ensayo:
- A Casual Commentary (1925)
- Some Religious Elements in English Literature (1931)
- Milton (1934)
- Personal Pleasures (1935)
- The Minor Pleasures of Life (1936)
- An Open Letter (1937)
- The Writings of E.M. Forster (1938)
- Life Among the English (1942)
- Southey in Portugal (1945)
- They Went to Portugal (1946)
- Evelyn Waugh (1946)
- Fabled Shore: From the Pyrenees to Portugal By Road (1949)
- Pleasure of Ruins (1953)
- Coming to London (1957)
- Letters to a Friend 1950–52 (1961)
- Last letters to a friend 1952–1958 (1962)
- Letters to a Sister (1964)
- They Went to Portugal Too (1990) (La segunda parte de They Went to Portugal, no publicada con la edición de 1946 debido a restricciones de papel.)